# Typhlops agoralionis
Espèce
Typhlops agoralionis est une espèce de serpents de la famille des Typhlopidae. 

## Répartition
Cette espèce est endémique du département de Grand'Anse à Haïti. Elle se rencontre sur le versant Nord du massif de la Hotte dans la péninsule de Tiburon à 435 m d'altitude.

## Publication originale
- Thomas & Hedges, 2007 : Eleven new species of snakes of the genus Typhlops (Serpentes: Typhlopidae) from Hispaniola and Cuba. Zootaxa, no 1400, p. 1-26.